# Final Fantasy V
Final Fantasy V (ファイナルファンタジーV, Fainaru Fantajī Faibu) é um jogo eletrônico de RPG desenvolvido e publicado em 1992 pela SquareSoft, sendo o quinto título principal da série Final Fantasy. Ele foi lançado originalmente apenas no Japão para o Super Nintendo Entertainment System, recebendo desde então conversões para outros consoles como o PlayStation e o GameBoy Advance. Uma animação produzida em 1994 e chamada Final Fantasy: Legend of the Crystals serve como sequência dos eventos do jogo.
O jogo segue a história de um andarilho chamado Bartz que, ao investigar a queda de um meteoro, encontra vários outros personagens que revelam os perigos que os quatro cristais que controlam os elementos do mundo estão enfrentando. Esses cristais servem como selo de Exdeath, um diabólico mago. Bartz e seus companheiros partem para impedir que os cristais sejam explorados pela influência de Exdeath e que ele ressurja.
Final Fantasy V foi muito elogiado pela liberdade de customização que os jogadores possuem sobre os personagens. Apesar de ter sido lançado apenas no Japão, a versão de Super Nintendo vendeu mais de duas milhões de cópias. Sua conversão para PlayStation vendeu mais de 350 mil unidades e alcançou a posição de "Greatest Hits".

## Jogabilidade

Uma cena de batalha de Final Fantasy V na qual é possível ver as personagens usando algumas das profissões do jogo. O jogo foi o primeiro da série a incluir uma barra ao sistema Active Time Battle. Cada personagem tem a opção de realizar uma ação quando a barra é preenchida.

Final Fantasy V expandiu o sistema de classes (Job System) introduzido em Final Fantasy III. Com 22 profissões conseguidas através dos cristais mágicos do jogo, o jogador tem a possibilidade de personalizar cada guerreiro com as habilidades desejadas. Partes desse sistema estão presentes em Final Fantasy VI, VII, IX, X-2 e XII:IZJS, além de ser reproduzido na íntegra em Final Fantasy Tactics.

## História

### Personagens
- Butz/Bartz Klauser

Personagem principal. Bartz perdeu sua mãe, Stella, ainda criança, e seu pai, Dorgann, três anos antes dos eventos do jogo. Seguindo um conselho de seu pai - um dos guerreiros que selaram Exdeath em uma caverna - se tornou um aventureiro nômade.
- Lenna Charlotte Tycoon

Lenna, filha do rei de Tycoon, é a mais nova da equipe. Conhece Bartz após ser atacada por monstros, indo atrás de seu pai que desapareceu indo investigar o que aconteceu com o Cristal do Vento.
- Faris Scherwiz

Faris é uma capitã pirata, que na verdade é a irmã mais velha de Lenna,  Sarissa, que após se perder no mar quando criança foi criada por piratas, crescendo em meio a seus companheiros graças a uma parceria com um  monstro marinho, Syldra.
- Galuf Halm Baldesion

Um guerreiro idoso encontrado com amnésia após a queda de um meteoro. É revelado que vem de outro mundo, onde é rei de Bal, e foi um dos que ajudaram a selar Exdeath no novo mundo.
- Krile Mayer Baldesion:

É a neta de Galuf. Quando o avô morre em uma luta contra Exdeath, ela o substitui no grupo, possuindo as mesmas habilidades.
- Exdeath:

O antagonista do jogo. Originalmente uma árvore que ganhou senciência pelo alto número de almas malignas aprisionadas em seu interior, criou uma forma humana e convocou um exército de monstros para destruir seu mundo. Eventualmente quatro guerreiros - que incluíam Galuf e Dorgann - o selaram em outro mundo com a ajuda dos cristais do poder. Eventualmente Exdeath começa a drenar a energia dos cristais para se libertar.

### Enredo
As correntes de vento do mundo param. Preocupado, o rei de Tycoon decide viajar para o Santuário do Vento no seu dragão para investigar, deixando preocupada sua filha, Princesa Lenna. Ao chegar no santuário, o rei vê o cristal se destruir diante de seus olhos.
Ao mesmo tempo, um viajante chamado Bartz, que descansa na floresta próxima de Tycoon, vê um meteorito cair próximo do castelo. Indo investigar, encontra Lenna inconsciente de um ataque de monstros. Em seguida os dois encontram próximo do meteorito um idoso com amnésia chamado Galuf, que decide acompanhá-los quando Lenna explica que estava indo para o Santuário do Vento. No percurso, todas as rotas por terra estão bloqueadas pelos problemas causados pelo meteorito. Viajando por uma caverna subterrânea, encontram um grupo de piratas liderados pela capitã Faris, que decide ajudar o trio. Lá encontram os estilhaços do cristal, que emitem uma imagem do Rei e os designam como "Guerreiros da Luz", encarregados de proteger os cristais remanescentes.

## Versões

### Super NES
Uma equipe de 45 pessoas liderada pelo criador da série, Hironobu Sakaguchi, desenvolveu o jogo. Antes do lançamento de Final Fantasy IX, Sakaguchi descrevia V como seu favorito da série. O compositor Nobuo Uematsu criou 56 peças musicais para o jogo.
Pouco após o lançamento no Japão começou a tradução para o inglês, mas o projeto, que receberia o nome "Final Fantasy III" na América do Norte, foi cancelado. O tradutor Ted Woolsey declarou que o jogo "simplesmente não era acessível para o jogador comum". Versões anunciadas e canceladas para Microsoft Windows apenas estimularam fãs a desenvolver uma tradução caseira.
Essa versão se tornou disponível  em 2011 para download no Virtual Console do Wii no Japão.

### PlayStation
Em 1998, uma conversão de Final Fantasy V para PlayStation feita pela TOSE foi lançada no Japão. A conversão mantinha os gráficos do SNES, sendo adicionadas Cutscenes em computação gráfica com cenas do enredo do jogo. Um ano depois essa versão era incluída na compilação Final Fantasy Collection, junto com Final Fantasy IV e Final Fantasy VI.
Nos EUA, o jogo foi lançado em 1999 junto com Final Fantasy VI na compilação Final Fantasy Anthology. Em 2002, uma versão de Anthology com FFIV e FFV foi lançada na Europa e Austrália.
Algumas alterações foram a adição de CGs na abertura e no final do jogo e a alteração de alguns nomes, como o da personagem Lenna, que agora chama-se Reina. Foi a primeira versão original em inglês a ser lançada nos EUA. Tais conversões saíram em um tempo em que as pessoas estavam curiosas em saber o que a Square havia feito lá fora, e nesta época muitas pessoas estavam jogando Final Fantasy VII.
Essa versão foi lançada como jogo baixável na PlayStation Network em 2011.

### Game Boy Advance
Em 2006, a Square Enix e a TOSE lançaram uma versão do jogo para Game Boy Advance, Final Fantasy V Advance. Além de melhoras em imagem e som, o jogo teve a adição de bestiário, novos chefes, locais para visitar, e classes para os personagens

## Sequência
Em 1994, foi lançado no Japão um animê chamada Final Fantasy: The Legend of the Crystals, relançado na América do Norte 4 anos depois. A história do OVA é situada no mesmo planeta de Final Fantasy V 150 anos depois.